# Madingou
Madingou ist eine Stadt im Südwesten der Republik Kongo. Die Hauptstadt des Madingou-Distrikts und des Bouenza-Departements liegt etwa 180 Kilometer westlich der Landeshauptstadt Brazzaville in der Nähe des Flusses Niari. Bei der Volkszählung im Jahre 2023 hatte Madingou etwa 43.787 Einwohner.
In Madingou gibt es eine Station der Kongo-Ozean-Bahn, weshalb die Stadt darüber mit Brazzaville im Osten und Pointe-Noire am Atlantischen Ozean verbunden ist.